# Millas (plat)
Le millas (occitan milhàs, de milh, millet ou maïs), parfois appelé aussi mias, escauton, broye, millade, millassou, cruchade ou mioque, est une spécialité culinaire du sud-ouest de la France (Gascogne, Pyrénées, Languedoc, Corbières, Périgord, Charentes) : c’est un parent proche de la polenta, faite avec de la semoule de maïs {Milh} en occitan d'où le nom de {milha} en occitan (souvent mélangée ou remplacée de nos jours par la farine de froment).

## Terminologie
Le millas est représenté par une grande quantité de termes, qui sont fonction à la fois des recettes et des terroirs. « Millas » vient de millet, graine utilisée avant que ne lui succède le maïs venu d’Amérique. En occitan, le maïs prend souvent le nom du millet : milh, d’où le milhas ou milhade. Le millas est également appelé « millassou » (« millassous » ou « millassons »), milla, millat, milloc ou milloque dans les Charentes. Millassou s’applique de préférence aux versions sucrées (gâteaux). Selon Mistral, le « mihas », « milhas » (Gascogne, Languedoc), « milhard » (Auvergne), « melhas » ou « melha » (Vivarais), est une « bouillie de farine de maïs, mets fort usité chez les paysans de l’Albigeois ».
En Gascogne centrale, le millas est connu sous le nom d’« armotes » (toujours au pluriel) : « armòtos, aramòtos : gaudes, bouillie de farine de maïs » ; de « cruchade » dans les Landes : « gâteau de maïs ; le plus souvent, les tranches sont passées à la graisse frite » ou dans le Médoc, « cruchoun » : « bouillie de maïs moulée qu’on passe à la poêle à frire ou que l’on fait griller ».
Le terme de « gaudes » était également connu dans le Sud-Ouest, mais on utilise plus spécifiquement celui de « gaudines », pour désigner un dessert généralement préparé en récipients individuels, à consistance de flan, aromatisé d’une ou deux feuilles de laurier.
Les gaudes sont une spécialité de la Bresse et des régions avoisinantes, où le maïs arriva en remontant depuis l’Italie et Venise (d’où le nom de « blé de Turquie » qu’on lui donna alors). La farine utilisée est faite à partir de maïs torréfié, d’où la couleur jaune caractéristique qui valut aux Bressans, amateurs de gaudes, le surnom de « ventres jaunes ».

## Origine
La fabrication de millas est attestée chez les Gaulois. L'analyse de récipients trouvés dans un puits de l'oppidum de Vieille-Toulouse (Haute-Garonne), a mis en évidence l'existence de restes d'une bouillie à base de millet.
Cette bouillie était au Moyen Âge préparée avec du mil ou du millet. Destinée à cette époque à une population pauvre, on en donnait aussi aux chiens de chasse.
Depuis l'introduction du maïs en Europe, le milhàs est désormais préparé avec de la farine de maïs.
Le millas est fait uniquement de farine de maïs cuite dans de l’eau : la bouillie épaisse obtenue est étalée, mise à refroidir et coupée en carrés. Le millas ainsi préparé peut être frit à la poêle, salé ou sucré. Il peut aussi être préparé comme une sorte de galette ou de crêpe épaisse. Sa fabrication, loin d’être une « spécialité locale » comme on est tenté de le croire, était courante dans toutes les zones de production traditionnelle de maïs (les variétés de maïs doux propres à l’alimentation humaine, et non les variétés généralement employées actuellement, réservées à l’alimentation du bétail et aux usages industriels).
Il était traditionnellement servi lorsque l'on tuait les cochons, les oies ou les canards.
Le poète gascon Jean-Géraud d'Astros évoque les armotes dans son Beray e naturau Gascon (1636) : « Lou pagès tabé qu’a sous ops / […] / Que se sap perbesioun tabenc / De pan é bin ou mitadenc / E force milh per las armotes /. » (« Le paysan lui aussi a ses aises, il sait qu’il a aussi en réserve / du pain et du vin ou du méteil / et beaucoup de maïs pour les armotes. »)
Le millas peut être préparé de manières plus élaborées, en ajoutant d’autres ingrédients (lait, œufs, parfums variés), notamment dans les versions « dessert » qui sont aujourd’hui plus pratiquées.

## Variétés
Sur la base de la préparation et selon les terroirs, les recettes de millas sont d’un grande variété : nature ou salé et cuit à la graisse, il a évolué vers le sucré et peut constituer une pâtisserie raffinée. La consistance peut être homogène et compacte, mais dans certains cas l’idéal est d’avoir un fond très consistant et la surface presque semblable à du flan. Le millas peut être préparé comme un clafoutis, avec une garniture de cerises ou d’autres fruits.